# أليكس برادلي
أليكس برادلي (بالإنجليزية: Alex Bradley)‏ هو لاعب اتحاد الرغبي نيوزيلندي، ولد في 30 سبتمبر 1981 في Morrinsville ‏ في نيوزيلندا.

## وصلات خارجية
- أليكس برادلي على موقع ItsRugby.co.uk (الإنجليزية)